# ToddWorld
ToddWorld (conocida como El mundo de Todd en España) es una serie animada infantil estadounidense-canadiense que cuenta las aventuras de un niño llamado Todd y sus amigos.

## Producción
La serie es producida por Taffy Entertainment PLC, Mike Young Productions, HiT Entertainment, HOT Animation, C.O.R.E. Toons, Nerd Corps Entertainment, EKA Productions, DQ Entertainment, Telegael Teoranta, TG4, Star Utsav, TVOKids, CBeebies, y Discovery Kids.

## Objetivo de la serie
El objetivo de la serie es enviar un mensaje a los niños del mundo sobre la tolerancia, diversidad y aceptación. Los personajes y los escenarios son coloridos pero poco dinámicos.

## Personajes
- Todd: Un niño con la piel azul y una gran imaginación cuyo mayor temor es la oscuridad
- Sophie (Sofía en castellano): Una chica inventora que puede volar agitando su cabello y su mayor temor son las arañas
- Benny: El perro parlante de Todd
- Pickle: Un chico alto con la piel verde que adora el circo y su mayor temor es ir al doctor.
- Mitzi: La gata de Sophie, es una gata vegetariana que adora bailar
- Stella (Estela en castellano): Una aspirante a estrella, que tiene sus orejas de diferente color y su mayor temor son los truenos y relámpagos
- Ralph: Un puercoespín morado que adora pintar
- Hector: Un hipopótamo de color verde
- Los Gusaninis: Los gusanos de Pickle, que adoran los circos. la gusanini que hace cosas parecidas a Stella y que cae muy bien con ella es Franyezca
- Vark: un alienígena verde con tres ojos
- Los cachorros: Pinky, Oswald y Jake son tres cachorros que viven con Mitzi (Su madre) y Sophie
- Assante: Un cocodrilo que toca el saxofón
- Julian: Un chico discapacitado que al le encanta dibujar en su libreta

## Guía de episodios (parcial)
1. Todd construye un fuerte
2. Las orejitas de Stella
3. La hora de Todd
4. Los calcetines de Pickle
5. El problema de Pickle
6. Rock My World
7. Prickly Partner
8. Worm's Eye View
9. La madre canguro
10. Venus Ice Cream Trap
11. El club de Stella
12. It's OK to Lose Your Mittens
13. Come Over to My House
14. Sophie's Sinking Feeling
15. ¿Quién es tu mejor Amigo?
16. Pretend Friend
17. La pesadilla de Stella
18. No hay lugar como el hogar
19. Todd takes a Stand
20. El juguete perdido
21. Un amigo colorido
22. Whole Lotta Limbo
23. It's OK to Say No to Bad Things
24. El gran invento de Sophie
25. Amor y paz
26. El festival

## Productoras de la serie
- Nelvana Limited  (Productora)
- Ellipsanime (Productora)
- ToddWorld Inc. (SupperTime Entertainment) (Productora)
- DECODE Entertainment (Productora)
- LuxAnimation (Productora)
- C.O.R.E.Toons (Productora)
- Nerd Corps Entertainment (Productora)
- EKA Productions (Productora)
- Telegael Teoranta (Productora)
- DQ Entertainment (Productora)
- TG4 (Productora)
- Star Utsav (Productora)
- TVOKids (Productora)
- CBeebies (Productora)
- Discovery Kids (Productora)

### En inglés
- Sitio web de ToddWorld
- Sitio web del productor Mike Young Productions Inc.
- Sitio web del productor Taffy Entertainment PLC Archivado el 27 de agosto de 2008 en Wayback Machine.
- Sitio del productor asociado SupperTime Entertainment
- Taffy Entertainment decide vender los derechos de Toodworld a BBC (enlace roto disponible en Internet Archive; véase el historial, la primera versión y la última).

- Datos: Q7812236